# 婆羅播棋
婆羅播棋（Aw-li On-nam Ot-tjin），是流傳於婆羅洲Penihing族的兩人棋類，是種播棋類。

## 棋具
- 長方形棋盤，分為兩列各九個小洞，兩方玩家各分一列

- 初始佈置時，每個小洞有五顆棋子（也有規則是三或二顆）。

## 規則
- 每回合玩家輪流行棋，從己方有棋子的小洞取出所有棋子，以逆時鐘方向分配到其他的洞中，一洞分配一顆，直至分配完。
  - 最後分配的一顆棋子若落在有棋子的洞時：
    - 使數量不等於初始佈置的棋數，需再從該洞再進行分配動作，直到最後分配的棋子落無棋子的小洞方結束回合。
    - 使數量等於初始佈置的棋數，將該洞所有棋子取走作分數。

- 當有玩家無法分投時，遊戲結束，並且所有棋子皆歸對方所有。

- 當一方獲得超過總棋子數量一半時得勝[2]。